# Talsperre Santa Clara
Die Talsperre Santa Clara (portugiesisch Barragem de Santa Clara) liegt in der Region Alentejo Portugals im Distrikt Beja. Sie staut den Fluss Mira zu einem Stausee (port. Albufeira da Barragem da Santa Clara) auf. Ungefähr zehn Kilometer nordwestlich der Talsperre liegt die Kleinstadt Odemira.
Mit dem Projekt zur Errichtung der Talsperre wurde im Jahre 1960 begonnen. Der Bau wurde 1968 fertiggestellt. Die Talsperre dient neben der Bewässerung auch der Trinkwasserversorgung, der Stromerzeugung und dem Hochwasserschutz. Sie ist im Besitz der Associação de Beneficiários do Mira.

## Absperrbauwerk
Das Absperrbauwerk ist ein Staudamm mit einer Höhe von 87 m über der Gründungssohle (83 m über dem Flussbett). Die Dammkrone liegt auf einer Höhe von 135 m über dem Meeresspiegel. Die Länge der Dammkrone beträgt 428 m und ihre Breite 10 m. Die Breite des Damms beträgt auf der Höhe des Flussbetts 526 m. Das Volumen des Bauwerks beträgt 3,966 Mio. m³.
Der Staudamm verfügt sowohl über einen Grundablass als auch über eine Hochwasserentlastung. Über den Grundablass können maximal 124 (bzw. 182 oder 1824) m³/s abgeleitet werden, über die Hochwasserentlastung maximal 208 m³/s. Das Bemessungshochwasser liegt bei 2.000 m³/s; die Wahrscheinlichkeit für das Auftreten dieses Ereignisses wurde mit einmal in 1.000 Jahren bestimmt.

## Stausee
Beim normalen Stauziel von 130 m (maximal 132 m bei Hochwasser) erstreckt sich der Stausee über eine Fläche von rund 19,86 km² und fasst 485 Mio. m³ Wasser – davon können 240,3 Mio. m³ genutzt werden. Das minimale Stauziel liegt bei 114,7 m.
Etwa 90 Prozent des Wassers aus dem Santa-Clara-Stausee zweigt ein von Agrarkonzernen kontrollierter Zweckverband, der über die Verwendung des Wassers entscheidet, für sich ab. Durch die Intensivlandwirtschaft entstand Wasserknappheit für die Einwohner und Natur in der Region.

## Kraftwerk
Das Kraftwerk befindet sich abseits des Staudamms. Die durchschnittliche Jahreserzeugung liegt bei 1,9 Mio. kWh.